# Loxosceles misteca
Loxosceles misteca là một loài nhện trong họ Sicariidae.
Loài này thuộc chi Loxosceles. Loxosceles misteca được miêu tả năm 1958 bởi Gertsch.